# 豊田市立五ケ丘小学校
豊田市立五ケ丘小学校（とよたしりつ いつつがおかしょうがっこう）は、愛知県豊田市五ケ丘にある公立小学校。

## 概要
- 五ケ丘1-5丁目、五ケ丘（桐山）、大見町、志賀町（栃本の一部、桐山の一部）、野見山町3丁目（一部）が校区である。公立中学校に進学する場合は豊田市立益富中学校へ進学する [1]。
- 校区は昭和60年代に開発された地域であり、校地のある地名の五ケ丘は、五ケ丘小学校の開校年に高橋地区（志賀町・野見山町・宮前町・大見町）の一部と松平地区（松平志賀町）で新設された町である（詳しくは五ケ丘ページの地理、歴史欄に記載）。
- 当校は1987年に豊田市立古瀬間小学校から分離する形で開校し、その後生徒数増加のため1990年に豊田市立五ケ丘東小学校を分離した。

## 沿革
- 1987年（昭和62年）4月 - 豊田市立古瀬間小学校から分離し、開校。
- 1988年（昭和63年） - 校舎を増築する。
- 1990年（平成2年） - 豊田市立五ケ丘東小学校を分離する。
- 1992年（平成4年） - 校舎を増築する。

## 全校児童数
- 1987年度（昭和62年度）- 257名
- 1993年度（平成5年度）- 920名（最大）
- 2016年度（平成28年度）- 104名（最小）
- 2025年度（令和6年度）※現在 - 155名

## 交通アクセス
とよたおいでんバス「五ケ丘小学校前」バス停より徒歩約1分。
- 名鉄三河線豊田市駅より【26系統】土橋・豊田東環状線「土橋/三河豊田/五ケ丘ニュータウン/五ケ丘小学校前」行。
- 愛知環状鉄道線三河豊田駅より【26系統】土橋・豊田東環状線「豊田市」行。
- 名鉄三河線土橋駅より【26系統】土橋・豊田東環状線「豊田市」行。

## 学区
- 五ケ丘1丁目〜5丁目
- 大見町（全域）
- 志賀町（一部）- 志賀町の学区一覧を参照
- 野見山町（一部）- 野見山町の学区一覧を参照

## 周辺施設
- 豊田市立益富中学校
- 豊田市立五ケ丘東小学校
- 五ケ丘大和幼稚園
- 五ケ丘公園
- 東海環状自動車道豊田松平IC

## 出身者
- 十亀剣（元プロ野球選手・元埼玉西武ライオンズ所属）